# Stefan Dettl
Stefan Dettl (* 5. April 1981 in Traunstein) ist ein deutscher Musiker aus dem oberbayerischen Grassau im Chiemgau.
Internationale Bekanntheit erlangte er ab 2008 als Frontmann der Gruppe LaBrassBanda. Zuvor war er bereits Mitglied in einigen Auswahl- und Berufs-Sinfonieorchestern, seit 2010 betreibt er auch ein Bandprojekt unter eigenem Namen. Charakteristisch sind sein Gesang in bairischer Mundart sowie sein virtuoses Trompetenspiel. Seit 2010 ist er zudem Verleger des Magazins MUH, eines bayerischen Kulturmagazins.

## Leben und Ausbildung

### Jugend
Stefan Dettl wuchs als Sohn von Marille und Josef Dettl in Grassau im Chiemgau auf. Mit elf Jahren erhielt er Trompetenunterricht, vorher lernte er auch schon Gitarre. Er begann mit ersten Kompositionen und erspielte sich Auszeichnungen bei Wettbewerben.
Im Alter von 14 Jahren begann er in Jugendsinfonieorchestern und Bands zu spielen. Erste Tourneen führten ihn nach Dänemark und Italien. Mit 16 wurde Dettl ins Bayerische Landesjugendorchester berufen und bestritt mit diesem Konzertreisen durch ganz Europa. Dort lernte er Andreas Martin Hofmeir kennen, mit dem er 2007 LaBrassBanda gründete. Seinen Wehrdienst leistete Dettl im Luftwaffenmusikkorps 1 in Neubiberg bei München.

### Studium
Im Jahr 2000 begann er das Musikstudium am Richard-Strauss-Konservatorium München bei Wolfgang Guggenberger und später an der Anton Bruckner Privatuniversität in Linz bei Josef Eidenberger. Seinem Konzert-Diplom in klassischer Musik folgte ein zweijähriges Jazz-Trompeten-Studium bei Claus Reichstaller, während dem er bereits mit Manuel da Coll und Manuel Winbeck, späteren Mitgliedern von LaBrassBanda, in einem Ensemble spielte.
In den weiteren Jahren belegte er Meisterkurse bei Reinhold Friedrich, Hans Gansch, Bobby Shew und Matthias Höfs und absolvierte ein Studium der Barockmusik.

### Solo- und Orchestermusiker
Nach seiner Ausbildung ging Dettl für ein Orchesterpraktikum nach Nürnberg und spielte in verschiedenen klassischen Ensembles. Solokonzerte führten ihn bis nach New York, und er begann mit Kompositionen für größere Besetzungen.

## Projekte
Nach dem Ende seines hauptberuflichen Wirkens als Orchestermusiker orientierte sich Dettl mehr zur Unterhaltungsmusik und spielt in verschiedenen Formationen.

### LaBrassBanda
Aus einem Projekt von Dettl an der Trompete mit dem DJ-Kollektiv International Bohemia entwickelte sich im Lauf des Jahres 2007 die Band LaBrassBanda, die 2008 schnell internationale Bekanntheit erlangte.
Eine Tour anlässlich der Fußball-Europameisterschaft 2008 nach Wien bereitete den Weg für weitere Engagements, unter anderem in verschiedenen Städten in Russland, London und auf den Festivals Chiemsee Reggae Summer, Hurricane, Southside und in Roskilde. In den Jahren 2010 bis 2012 spielte LaBrassBanda mehr als 500 Konzerte.
Am 4. Dezember 2011 beendeten LaBrassBanda ihre große Tournee Übersee vor 12.000 Fans in der Olympiahalle München. LaBrassBanda erreichten beim deutschen Vorentscheid zum Eurovision Song Contest 2013 mit dem Titel Nackert den zweiten Platz. Im Juni 2013 erschien das neue Album Europa mit der Single Holland.

### Stefan Dettl solo
In der Pause nach der großen LaBrassBanda-Tournee widmeten sich die Mitglieder der Weiterentwicklung ihrer eigenen Projekte. Stefan Dettl entwickelte Stücke in eher rockigem Stil und gründete dazu eine eigene Band, in der er nach wie vor in bairischer Mundart singt und hauptsächlich Gitarre spielt. Neben ihm musizieren Tobias Weber am Schlagzeug und Stefan Pfeiffer am Bass. Später kamen Fabian Jungreithmayr an der Gitarre, Mario Schönhofer am Bass (für Stefan Pfeiffer), Jörg Hartl an der Trompete und Andi Huber an der Posaune hinzu, die ebenfalls studierte Musiker sind.
Das erste Album der Band, Rockstar, wurde im eigenen Studio in Übersee eingespielt; die sämtlich von Dettl geschriebenen Songs orientieren sich an Nirvana, den Foo Fighters, The Sweet, The Police aber auch Quincy Jones und umfassen stilistisch neben der von LaBrassBanda bekannten „Partymusik“ auch ruhigere Balladen und epischen Rock.
Die Veröffentlichung der Titel-Single erfolgte am 14. Januar 2011, die des Albums am 4. Februar 2011.
Ihren ersten Auftritt hatte das Trio als Opener beim Chiemsee Rocks im August 2010, es folgte die Rockstar Tour 2011 mit über 40 Konzerten in ganz Deutschland.
2016 folgte sein drittes Album Soultrain. Dieses unterscheidet sich deutlich von den beiden Vorgängeralbum. Rock-Einflüsse sind kaum noch zu hören, die Richtung schwingt eher in Richtung Soul, Funk und Smooth Jazz um. Zudem sind zu bairischen noch englischsprachige Texte (u. a. Superman, Lonely Boy) hinzugekommen. Auf diesem Alben spielt Dettl neben Gitarre auch wieder mehr Trompete, u. a. ein Grund, weshalb sein drittes Soloalbum LaBrassBanda stilistisch näher kommt.

### Theater
Im Juli 2010 wurde im Münchner Lustspielhaus eine Inszenierung des Singspiels Im weißen Rößl uraufgeführt, für die Stefan Dettl und Hans Kröll die Musik neu arrangierten.

## Sonstiges
Stefan Dettl lebt auf einem Bauernhof in Truchtlaching im Chiemgau. Das Gehöft hat er umgebaut zu Studio, Bühne und Antiquitätenladen.
Dettl ist Herausgeber von Muh, einem Magazin für bayerische Lebensart sowie Gründer und Geschäftsführer des gemeinnützigen Internet-Radiosenders Radio BUH, den er von 2015 bis 2024 zusammen mit seiner Schwester Evi Dettl betrieb.
Auf der „Limited Deluxe Version“ des am 24. Januar 2014 erschienenen Albums Unendlich von Schandmaul interpretiert er als Gast-Musiker das Lied Kaspar durch bairische Vocals und Trompetenarrangements neu.
Auf dem im April 2014 erschienenen Album #logoamstart der Mundwerk-Crew steuerte er als Gastmusiker beim Song Weiss-Blauer eine bairische Strophe bei und trat auch in deren Musikvideo auf.

## Diskografie

### LaBrassBanda
- Habediehre (2008)
- Übersee (2009)
- Live Olympiahalle München (2012)
- Europa (2013)
- Kiah Royal (2014)
- Europa – im Dub (2015)
- Around the World (2017)
- Danzn (2020)
- Yoga Symphony No. 1 (2021)

### Soloalben
- Rockstar (2011)
- Summer of Love (2012)
- Soultrain (2016)